# John Coward
John Coward (Ambleside, 28 augustus 1907 - Fort Frances, 8 februari 1989) was een Britse ijshockeyspeler. 
Coward werd geselecteerd voor de Britse ploeg voor de Olympische Winterspelen 1936. Coward miste de openingswedstrijd tegen Zweden en speelde de overige zes wedstrijden. Coward won met de Britse ploeg de gouden medaille.
Coward emigreerde naar Canada, waar hij uiteindelijk overleed.